# Lundia damazii
Lundia damazii là một loài thực vật có hoa trong họ Chùm ớt. Loài này được C.DC. mô tả khoa học đầu tiên năm 1905.